# Luis Collazo
Luis Collazo (New York, 22 aprile 1981) è un pugile statunitense.

## Carriera
Originario di Porto Rico, è diventato professionista il 16 maggio del 2000, dopo aver ha chiuso la propria carriera amatoriale con un record di 97-7 nel bilancio vittorie sconfitte.
Ha vinto il titolo WBA nel 2005 contro il campione uscente Jose Antonio Rivera; tuttavia, per una controversa decisione, non è mai stato riconosciuto tale perché fu già deciso di consegnare il titolo vacante a Cory Spinks.
Successivamente fu nominato campione della World Boxing Association della categoria Pesi superwelter, titolo perso contro Ricky Hatton nel 2006.
Nel 2009 ha nuovamente avuto l'opportunità di affrontare per il titolo il campione incarica Andre Berto terminando sconfitto.
Attualmente la sua carriera nel mondo del pugilato nel bilancio vittorie-sconfitte è di 31-5 rimanendo al top nella propria categoria.